# مولد الکترواستاتیک
شتابدهنده الکترواستاتیک

شتابدهنده‌ها به دو دسته کلی یعنی شتابدهنده‌های الکترواستاتیک و میدان متناوب تقسیم می‌شوند. اختراع اولین مولد الکترواستاتیک به وانگیوریک در سال ۱۶۶۳ نسبت داده می‌شود. شتابدهنده‌های الکترواستاتیک را می‌توان به سه دستهٔ واندوگراف، کاک-کرافت و تاندم تقسیم‌بندی کرد. نام شتابدهنده بر اساس مولد ولتاژ به کار رفته در آن‌ها مشخص می‌شود.